# Гадюка шамахинська
Гадю́ка шамахинська (Vipera shemakhensis) — отруйна змія з роду Гадюка родини Гадюкові. Занесено до Червоної книги Азербайджану.

## Опис
Загальна довжина становить 55—60 см. Морфологічно має багато схожого з видами гадюка Лотієва і Гадюка вірменська, внаслідок чого протягом 2010-х років тривали дискусії щодо самостійності виду гадюки шамахинської. Деякі дослідники вбачають перших двох гадюк підвидами шамахинської. Втім дослідження 2018 року довели самостійність усіх трьох видів. Самці відрізняються від самиць більшою лускою в нижній частині, насамперед під хвостом.
Спина цієї гадюки зазвичай сіра або жовтувато-сіра (світліша, ніж у вірменської гадюки) з темно-коричневим хвилястим візерунком з послідовних плям, що менші за розміром і кількістю ніж у гадюки Лотієва і вірменської гадюки. Черево — світліша, без візерунку. на відміну від інших гадюк має з боків 2—3 рядки маленьких плямочок.

## Спосіб життя
Воліє до гірської місцевості, зустрічається на висоті між 800 і 1000 м зустрічається на пасовищах, оголених кам'янистих схилах, в чагарниках. Активні у сутінках та вночі, особливо влітку, що пов'язано з надзвичайно високими температурами повітря вдень, що перевищують 35 °C.
Природними ворогами є їжаки, тхори, борсуки, лисиці, степові орли, змієїди, курганники. На новонароджених гадючат нападають навіть богомоли і сольпуги.
Отрута не становить небезпеки для людини.

## Розповсюдження
Поширена в північно-східному Азербайджані, насамперед в Шамахинському районі. Звідси походить назва цієї гадюки. У 2018 році представників цього виду виявлено у східній Грузії (Кахетії), який отримав назву Pelias shemakhensis kakhetiensis ssp. nov. Втім висувається гіпотеза, що це самостійний вид гадюк.